# Tom Poes en de brombollen
Tom Poes en de brombollen is een verhaal uit de serie ballonstrips van Tom Poes. Het werd voor het eerst gepubliceerd in het weekblad Donald Duck, van nr. 51-1956 tot en met nr.10-1957. Het verscheen als album in 1977 bij uitgeverij Oberon. 

## Samenvatting
De dwerg Kwetal heeft muzikale zwevende bollen uitgevonden, om daar de inwoners van Rommeldam mee op te vrolijken. Helaas leiden ze ook tot chaos in de stad, maar zijn bedoeling is goed. Maar als professor Sickbock de uitvinding op veel grotere schaal gaat namaken, heeft die daar geen goede bedoelingen mee. Tom Poes en Heer Bommel zorgen uiteindelijk ervoor dat de geleerde zijn eigen fabriek opblaast. Hij komt zelf in een bol vast te zitten. Daarmee is het gevaar geweken.